# SN 2007fm
SN 2007fm – supernowa typu II odkryta 8 lipca 2007 roku w galaktyce A011126-0241. W momencie odkrycia miała maksymalną jasność 19,90m.